# Caius, der Lausbub aus dem alten Rom
Caius, der Lausbub aus dem alten Rom ist eine Jugendbuchreihe von Henry Winterfeld. Die Geschichten spielen im alten Rom und behandeln die Abenteuer des Jungen Caius und seiner Freunde. Henry Winterfeld widmete die Geschichten seinem Enkelsohn Dorian.

## Teile
Die Reihe besteht aus folgenden Teilen:
- Caius ist ein Dummkopf, erschienen im Jahr 1953
- Caius geht ein Licht auf, erschienen im Jahr 1969
- Caius in der Klemme, erschienen im Jahr 1976

## Figuren
Die Hauptfiguren aller drei Teile sind:
- Xanthos: Ein griechischer Gelehrter, der nach Rom übergesiedelt ist. Er ist ein berühmter Mathematiker und leitet eine Schule für die Söhne reicher Patrizier, in der er auch lebt. Xanthos wird als großer, schlanker Mann mit grauen, zerzausten Haaren und einem Spitzbart  beschrieben. Da er an seine Schüler hohe Anforderungen an Disziplin und Fleiß stellt, nennen sie ihn „Xantippus“, in Anlehnung an Xanthippe, die ihrem Ehemann, dem griechischen Philosophen Sokrates, das Leben schwer gemacht haben soll. Trotzdem kommt er seinen Schülern stets mit seinem Intellekt und seinen Lebenserfahrungen zu Hilfe, wenn sie sich unversehens in einem neuen Abenteuer wiederfinden.

- Caius, Sohn des Senators Vinicius. Obwohl er als Titelfigur der Reihe dient, zeichnet sich Caius eigentlich nur dadurch aus, dass er mit seinem Jähzorn, seiner Unnachgiebigkeit und seinem nicht gerade ausgeprägten Auffassungsvermögen sich und seine Freunde in die wahnwitzigsten Situationen bringt.

- Mucius: Sein vollständiger Name lautet Mucius Marius Domitius. Er ist Sohn des Tribuns Marius Domitius und als Ältester und Besonnenster der Xanthosschüler das Oberhaupt der Clique.

- Rufus: Sohn des Generals Marcus Praetonius. Rufus hat eine große Schwäche für Caius’ Schwester Claudia, die seinen Freunden nicht verborgen geblieben ist.

- Antonius: Sohn eines Senators. Abenteuerlustig und fantasievoll wie er ist, sehnt er sich am meisten irgendwelche aufregenden Begegnungen mit den Schurken herbei, denen er und seine Freunde im Laufe ihrer Abenteuer begegnen.

- Flavius: Sohn eines Senators. Der Ängstlichste der Gruppe und nur wegen seiner Treue zu seinen Freunden bei ihren Abenteuern auf Schritt und Tritt dabei.

- Julius: Julius ist der Sohn eines Senators und Richters und kennt sich daher recht gut mit den römischen Gesetzen aus. Als Sparsamster auch der Schatzmeister der Gruppe.

- Publius: Sohn eines Senators. Als ewiger Nörgler liegt sich Publius besonders oft mit Caius in den Haaren.

- Claudia: Die jüngere Schwester von Caius. Seit dem Tod der Mutter ist sie für die Haushaltsführung im Haus Vinicius verantwortlich.

- Senator Vinicius: Caius’ und Claudias Vater, ein geachteter Beamter, der gelegentlich vom Kaiser mit geheimen Aufgaben betraut wird.

## Örtlichkeiten
- Die Xanthosschule, Wohn- und Arbeitssitz von Xanthos und auch das Beratungshauptquartier der Jungen bei ihren Abenteuern, die in der Nähe der Breiten Straße und des Marsfeldes liegt. Ein besonderes Merkmal des Hauses ist eine Geheimkammer hinter dem Küchenschrank, wo Xanthos für gewöhnlich seine Wertsachen aufbewahrt.
- Die Versammlungshöhle, eine Höhle im Hang des Esquilinus-Hügels, die die Jungen als geheimes Hauptquartier und Zufluchtsort ausgebaut haben.
- Der Esquilinus-Hügel, wo die Jungen in einer gehobenen Villengegend wohnen. Eines der in der Serie am häufigsten vorkommenden Häuser ist die Villa Vinicius, Wohnsitz des Senators Vinicius und seiner Familie.
- Die Subura, in die sich die Jungen auf der Suche nach ihren Verdächtigen gelegentlich begeben müssen
- Das Forum romanum

## Einbettung in das historische Umfeld
Während der erste Band nur grob in der frühen römischen Kaiserzeit angesiedelt werden kann, lässt sich Caius geht ein Licht auf auf das Jahr 20 n. Chr. festlegen: die Handlung spielt 11 Jahre nach der Varusschlacht, außerdem wird das Jahr 773 a. u. c. ausdrücklich genannt. Durch Rückrechnung ergibt sich, dass die Ereignisse von Caius ist ein Dummkopf im Jahr 19 n. Chr. liegen müssen.
Der in den Büchern nicht namentlich genannte herrschende Kaiser ist daher Tiberius.

## Ausgaben
- Henry Winterfeld: Caius der Lausbub aus dem alten Rom. Alle Abenteuer in einem Band. Bertelsmann Verlag, München 1979, ISBN 3-570-02348-6.
- Henry Winterfeld: Caius der Lausbub aus dem alten Rom. Alle Abenteuer in einem Band. Blanvalet-Verlag, München 1986, ISBN 3-570-03472-0.
- Henry Winterfeld: Caius der Lausbub aus dem alten Rom. Sammelband. Bassermann, München 2007, ISBN 978-3-8094-2087-3.